# EHF-Pokal der Frauen 1993/94
Am EHF-Pokal 1993/94 nahmen Handball-Vereinsmannschaften teil, die sich in der vorangegangenen Saison in ihren Heimatländern über die Platzierung in der heimischen Liga für den Wettbewerb qualifiziert haben. Der EHF-Pokal ist der Nachfolger des IHF-Pokals und wurde diese Saison das erste Mal ausgespielt.
Titelverteidiger aus der IHF war die rumänische Mannschaft Rapid Bukarest.

## Modus
Das komplette Turnier wurde im K.o.-Runden mit Hin- und Rückspielen gespielt, bis zu den Endspielen.

## Runde 1

### Qualifizierte Teams
| - Union St. Pölten - Halita Baku - HC Meeuwen - VVV Universität Gomel - Lokomotiva Zagreb - Viborg HK - Valencia Urbana - CSL Dijon - Martve Tiflis - VfB Leipzig - A.C. Doukas Athen - Debreceni VSC - Vestmannaeyjar - Kiriat Sharet Holon - Barbablu Sassari | - Värpa Riga - Vytis Kaunas - Handball Club Berchem - Struzanka IV-CO Struga - PSV Eindhoven - Sjetne Handball - KS AZS-AWF Wrocław - Colégio de Gaia - Aura Iași - Rossijanka Wolgograd - RK Kočevje - SPONO Nottwil - ZVL Prešov - Kültür Spor Ankara - Spartak Kiew |

### Ausgeloste Spiele und Ergebnisse
| Mannschaft 1           | Mannschaft 2          | Hinspiel          | Rückspiel         | Gesamt  |
| ---------------------- | --------------------- | ----------------- | ----------------- | ------- |
| Aura Iași              | Kiriat Sharet Holon   | 01.10.1993        | 03.10.1993        | 75 : 33 |
| Aura Iași              | Kiriat Sharet Holon   | 34 : 16           | 41 : 17           | 75 : 33 |
| Aura Iași              | Kiriat Sharet Holon   | - Zuschauer       | - Zuschauer       | 75 : 33 |
| ZVL Prešov             | Halita Baku           | 25.09.1993        | 03.10.1993        | 47 : 48 |
| ZVL Prešov             | Halita Baku           | 25 : 23           | 22 : 25           | 47 : 48 |
| ZVL Prešov             | Halita Baku           | - Zuschauer       | - Zuschauer       | 47 : 48 |
| Lokomotiva Zagreb      | HC Meeuwen            | 26.09.1993        | 02.10.1993        | 59 : 23 |
| Lokomotiva Zagreb      | HC Meeuwen            | 31 : 13           | 28 : 10           | 59 : 23 |
| Lokomotiva Zagreb      | HC Meeuwen            | - Zuschauer       | - Zuschauer       | 59 : 23 |
| VfB Leipzig            | Viborg HK             | 25.09.1993        | 03.10.1993        | 38 : 43 |
| VfB Leipzig            | Viborg HK             | 17 : 24           | 21 : 19           | 38 : 43 |
| VfB Leipzig            | Viborg HK             | - Zuschauer       | - Zuschauer       | 38 : 43 |
| Sjetne Handball        | A.C. Doukas Athen     | 24.09.1993        | 25.09.1993        | 61 : 29 |
| Sjetne Handball        | A.C. Doukas Athen     | 31 : 15           | 30 : 14           | 61 : 29 |
| Sjetne Handball        | A.C. Doukas Athen     | - Zuschauer       | - Zuschauer       | 61 : 29 |
| Rossijanka Wolgograd   | Barbablu Sassari      | 25.09.1993        | 02.10.1993        | 63 : 27 |
| Rossijanka Wolgograd   | Barbablu Sassari      | 34 : 14           | 29 : 13           | 63 : 27 |
| Rossijanka Wolgograd   | Barbablu Sassari      | - Zuschauer       | - Zuschauer       | 63 : 27 |
| CSL Dijon              | RK Kočevje            | 25.09.1993        | 02.10.1993        | 49 : 47 |
| CSL Dijon              | RK Kočevje            | 29 : 25           | 20 : 22           | 49 : 47 |
| CSL Dijon              | RK Kočevje            | - Zuschauer       | - Zuschauer       | 49 : 47 |
| SPONO Nottwil          | Valencia Urbana       | 25.09.1993        | 02.10.1993        | 37 : 57 |
| SPONO Nottwil          | Valencia Urbana       | 15 : 27           | 22 : 30           | 37 : 57 |
| SPONO Nottwil          | Valencia Urbana       | - Zuschauer       | - Zuschauer       | 37 : 57 |
| Union St. Pölten       | Kültür Spor Ankara    | 25.09.1993        | 02.10.1993        | 34 : 64 |
| Union St. Pölten       | Kültür Spor Ankara    | 18 : 30           | 16 : 34           | 34 : 64 |
| Union St. Pölten       | Kültür Spor Ankara    | - Zuschauer       | - Zuschauer       | 34 : 64 |
| Spartak Kiew           | PSV Eindhoven         | 02.10.1993        | 26.09.1993        | 73 : 28 |
| Spartak Kiew           | PSV Eindhoven         | 37 : 15           | 36 : 13           | 73 : 28 |
| Spartak Kiew           | PSV Eindhoven         | - Zuschauer       | - Zuschauer       | 73 : 28 |
| Martve Tiflis          | Colégio de Gaia       | 01.10.1993        | 03.10.1993        | 42 : 57 |
| Martve Tiflis          | Colégio de Gaia       | 21 : 29           | 21 : 28           | 42 : 57 |
| Martve Tiflis          | Colégio de Gaia       | - Zuschauer       | - Zuschauer       | 42 : 57 |
| KS AZS-AWF Wrocław     | VVV Universität Gomel | 25.09.1993        | 03.10.1993        | 64 : 33 |
| KS AZS-AWF Wrocław     | VVV Universität Gomel | 35 : 15           | 29 : 18           | 64 : 33 |
| KS AZS-AWF Wrocław     | VVV Universität Gomel | - Zuschauer       | - Zuschauer       | 64 : 33 |
| Vestmannaeyjar         | Värpa Riga            | 25.09.1993        | 26.09.1993        | 38 : 41 |
| Vestmannaeyjar         | Värpa Riga            | 23 : 22           | 15 : 19           | 38 : 41 |
| Vestmannaeyjar         | Värpa Riga            | - Zuschauer       | - Zuschauer       | 38 : 41 |
| Struzanka IV-CO Struga | Handball Club Berchem | nicht ausgetragen | nicht ausgetragen | 20 : 0  |
| Struzanka IV-CO Struga | Handball Club Berchem | 10 : 0            | 10 : 0            | 20 : 0  |
| Struzanka IV-CO Struga | Handball Club Berchem | - Zuschauer       | - Zuschauer       | 20 : 0  |
| Vytis Kaunas           | Debreceni VSC         | 02.10.1993        | 03.10.1993        | 29 : 66 |
| Vytis Kaunas           | Debreceni VSC         | 14 : 34           | 15 : 32           | 29 : 66 |
| Vytis Kaunas           | Debreceni VSC         | - Zuschauer       | - Zuschauer       | 29 : 66 |

## Achtelfinale

### Qualifizierte Teams
| - Halita Baku - Lokomotiva Zagreb - Viborg HK - Valencia Urbana - CSL Dijon - Debreceni VSC - Värpa Riga - Struzanka IV-CO Struga | - Sjetne Handball - KS AZS-AWF Wrocław - Colégio de Gaia - Aura Iași - Rapid Bukarest - Rossijanka Wolgograd - Kültür Spor Ankara - Spartak Kiew |

### Ausgeloste Spiele und Ergebnisse
| Mannschaft 1           | Mannschaft 2         | Hinspiel    | Rückspiel   | Gesamt  |
| ---------------------- | -------------------- | ----------- | ----------- | ------- |
| Spartak Kiew           | Rapid Bukarest       | 31.10.1993  | 07.11.1993  | 48 : 43 |
| Spartak Kiew           | Rapid Bukarest       | 24 : 18     | 24 : 25     | 48 : 43 |
| Spartak Kiew           | Rapid Bukarest       | - Zuschauer | - Zuschauer | 48 : 43 |
| Colégio de Gaia        | CSL Dijon            | 30.10.1993  | 07.11.1993  | 49 : 57 |
| Colégio de Gaia        | CSL Dijon            | 24 : 27     | 25 : 30     | 49 : 57 |
| Colégio de Gaia        | CSL Dijon            | - Zuschauer | - Zuschauer | 49 : 57 |
| Kültür Spor Ankara     | Halita Baku          | 31.10.1993  | 07.11.1993  | 47 : 48 |
| Kültür Spor Ankara     | Halita Baku          | 25 : 23     | 22 : 25     | 47 : 48 |
| Kültür Spor Ankara     | Halita Baku          | - Zuschauer | - Zuschauer | 47 : 48 |
| Valencia Urban         | Sjetne Handball      | 31.10.1993  | 07.11.1993  | 38 : 36 |
| Valencia Urban         | Sjetne Handball      | 21 : 21     | 17 : 15     | 38 : 36 |
| Valencia Urban         | Sjetne Handball      | - Zuschauer | - Zuschauer | 38 : 36 |
| KS AZS-AWF Wrocław     | Viborg HK            | 31.10.1993  | 07.11.1993  | 51 : 63 |
| KS AZS-AWF Wrocław     | Viborg HK            | 29 : 29     | 22 : 34     | 51 : 63 |
| KS AZS-AWF Wrocław     | Viborg HK            | - Zuschauer | - Zuschauer | 51 : 63 |
| Värpa Riga             | Lokomotiva Zagreb    | 06.11.1993  | 07.11.1993  | 34 : 62 |
| Värpa Riga             | Lokomotiva Zagreb    | 19 : 30     | 15 : 32     | 34 : 62 |
| Värpa Riga             | Lokomotiva Zagreb    | - Zuschauer | - Zuschauer | 34 : 62 |
| Debreceni VSC          | Rossijanka Wolgograd | 31.10.1993  | 07.11.1993  | 47 : 37 |
| Debreceni VSC          | Rossijanka Wolgograd | 26 : 18     | 21 : 19'    | 47 : 37 |
| Debreceni VSC          | Rossijanka Wolgograd | - Zuschauer | - Zuschauer | 47 : 37 |
| Struzanka IV-CO Struga | Aura Iași            | 31.10.1993  | 07.11.1993  | 35 : 60 |
| Struzanka IV-CO Struga | Aura Iași            | 20 : 26     | 15 : 34     | 35 : 60 |
| Struzanka IV-CO Struga | Aura Iași            | - Zuschauer | - Zuschauer | 35 : 60 |

## Viertelfinale

### Qualifizierte Teams
| - Halita Baku - Lokomotiva Zagreb - Viborg HK - Valencia Urbana | - CSL Dijon - Debreceni VSC - Aura Iași - Spartak Kiew |

### Ausgeloste Spiele und Ergebnisse
| Mannschaft 1  | Mannschaft 2      | Hinspiel    | Rückspiel   | Gesamt  |
| ------------- | ----------------- | ----------- | ----------- | ------- |
| Debreceni VSC | Spartak Kiew      | 22.01.1994  | 29.01.1994  | 58: 42  |
| Debreceni VSC | Spartak Kiew      | 33: 19      | 25: 23      | 58: 42  |
| Debreceni VSC | Spartak Kiew      | - Zuschauer | - Zuschauer | 58: 42  |
| Viborg HK     | Lokomotiva Zagreb | 23.01.1994  | 30.01.1994  | 41 : 40 |
| Viborg HK     | Lokomotiva Zagreb | 22 : 19     | 19 : 21     | 41 : 40 |
| Viborg HK     | Lokomotiva Zagreb | - Zuschauer | - Zuschauer | 41 : 40 |
| Aura Iași     | CSL Dijon         | 23.01.1994  | 30.01.1994  | 50 : 58 |
| Aura Iași     | CSL Dijon         | 28 : 29     | 22 : 29     | 50 : 58 |
| Aura Iași     | CSL Dijon         | - Zuschauer | - Zuschauer | 50 : 58 |
| Halita Baku   | Valencia Urbana   | 23.01.1994  | 30.01.1994  | 44 : 62 |
| Halita Baku   | Valencia Urbana   | 21 : 33     | 23 : 29     | 44 : 62 |
| Halita Baku   | Valencia Urbana   | - Zuschauer | - Zuschauer | 44 : 62 |

## Halbfinale

### Qualifizierte Teams
| - Viborg HK - Valencia Urbana | - CSL Dijon - Debreceni VSC |

### Ausgeloste Spiele und Ergebnisse
| Mannschaft 1    | Mannschaft 2  | Hinspiel    | Rückspiel   | Gesamt  |
| --------------- | ------------- | ----------- | ----------- | ------- |
| Valencia Urbana | Debreceni VSC | 10.04.1994  | 17.04.1994  | 38 : 46 |
| Valencia Urbana | Debreceni VSC | 24 : 22     | 14 : 24     | 38 : 46 |
| Valencia Urbana | Debreceni VSC | - Zuschauer | - Zuschauer | 38 : 46 |
| CSL Dijon       | Viborg HK     | 10.04.1994  | 17.04.1994  | 32 : 52 |
| CSL Dijon       | Viborg HK     | 12 : 19     | 20 : 33     | 32 : 52 |
| CSL Dijon       | Viborg HK     | - Zuschauer | - Zuschauer | 32 : 52 |

## Finale
Es nahmen die zwei Sieger aus dem Halbfinale teil. Das Hinspiel fand am 8. Mai 1994 statt. Das Rückspiel fand am 14. Mai 1994 statt.

### Ausgeloste Spiele und Ergebnisse
| Mannschaft 1 | Mannschaft 2  | Hinspiel       | Rückspiel   | Gesamt  |
| ------------ | ------------- | -------------- | ----------- | ------- |
| Viborg HK    | Debreceni VSC | 08.05.1994     | 14.05.1994  | 44 : 44 |
| Viborg HK    | Debreceni VSC | 23 : 20        | 21 : 24     | 44 : 44 |
| Viborg HK    | Debreceni VSC | 5000 Zuschauer | ? Zuschauer | 44 : 44 |